# Manoel de Barros
Manoel Wenceslau Leite de Barros (Cuiabá, 19 dicembre 1916 – Campo Grande, 13 novembre 2014) è stato un poeta brasiliano, appartenente alla terza generazione del Modernismo brasiliano, ma formalmente considerato poeta post-modernista, più vicino alle avanguardie europee d’inizio del secolo e del primitivismo della Poesia Pau-Brasil e del movimento di “Antropofagia”, di Oswald de Andrade.
Per il poeta, tutto ha un significato organico: il fiume, le piante, i piccoli animali, gli insetti: la natura è la sorgente della sua ispirazione, il pantanal stesso è la sua poesia. Manoel è il poeta dell'infanzia, della natura, delle piccole cose, grandi proprio perché sono effimere, ma soprattutto è il poeta della condizione umana. Il poeta dove i vuoti sono più apprezzabili delle cose piene, perché l'uomo, la grammatica, la parola stessa è bella perché incompleta. Perciò, faceva poesia “per raccontare il nulla”. Infatti il suo lavoro più noto era il "Livro sobre Nada", cioè "Libro del Nulla", pubblicato in Brasile nel 1996.
Ha ricevuto diversi riconoscimenti: per due volte, il Premio Jabuti, nel 1989  e nel 2002 , il premio letterario più importante del Paese, ed Il Premio dell'Academia Brasileira de Letras del 2000 . È il più acclamato poeta brasiliano contemporaneo, celebrato nei circoli letterari, al punto che, a suo tempo, il poeta Carlos Drummond de Andrade ha respinto l'epiteto di “il più notevole poeta vivente del Brasile” in favore di Manoel de Barros. Carlos disse: “Manoel de Barros è il più grande poeta del Brasile”.

## Opere
- 1937 - Poemas concebidos sem Pecado
- 1942 — Face imóvel
- 1956 — Poesias
- 1960 — Compêndio para uso dos pássaros
- 1966 — Gramática expositiva do chão
- 1974 — Matéria de poesia
- 1980 — Arranjos para assobio
- 1985 — Livro de pré-coisas
- 1989 — O guardador das águas
- 1990 — Gramática expositiva do chão: Poesia quase toda
- 1993 — Concerto a céu aberto para solos de aves
- 1993 — O livro das ignorãças
- 1996 — Livro sobre nada
- 1996 — Das Buch der Unwissenheiten - Edição da revista alemã Akzente
- 1998 — Retrato do artista quando coisa
- 2000 — Ensaios fotográficos
- 2000 — Exercícios de ser criança
- 2000 — Encantador de palavras - Edição portuguesa
- 2001 — O fazedor de amanhecer
- 2001 — Tratado geral das grandezas do ínfimo
- 2001 — Águas
- 2003 — Para encontrar o azul eu uso pássaros
- 2003 — Cantigas para um passarinho à toa
- 2003 — Les paroles sans limite - Edição francesa
- 2003 — Todo lo que no invento es falso - Antologia na Espanha
- 2004 — Poemas Rupestres
- 2005 — Riba del dessemblat. Antologia poètica — Edição catalã (2005, Lleonard Muntaner, Editor)
- 2005 — Memórias inventadas I
- 2006 — Memórias inventadas II
- 2007 — Memórias inventadas III
- 2010 — Menino do Mato
- 2010 — Poesia Completa
- 2011 — Escritos em verbal de ave
- 2013 — Portas de Pedro Viana

## Onorificenze
- 1960 — Premio Orlando Dantas - Diário de Notícias, per il libro Compêndio para uso dos pássaros;
- 1966 — Premio Nazionale di Poesie, per il libro Gramática expositiva do chão;
- 1969 — Premio della Fundação Cultural do Distrito Federal, per il libro Gramática expositiva do chão.
- 1989 — Premio Jabuti di Letteratura, categoria poesia, per il libro O guardador de águas;
- 1990 — Premio Jacaré de Prata della Secretaria della Cultura di Mato Grosso do Sul come miglior scrittore dell'anno;
- 1996 — Premio Alfonso Guimarães della Biblioteca Nazionale, per il Livro das ignorãnças;
- 1997 — Premio Nestlé di Poesia, per Livro sobre nada;
- 1998 — Premio Nazionale di Letteratura del Ministero della Cultura del Brasile per l'insieme della sua opera.;
- 2000 — Premio Odilo Costa Filho - Fundação do Livro Infanto Juvenil, per il libro Exercício de ser criança;
- 2000 — Premio dell'Academia Brasileira de Letras, per il libro Exercício de ser criança;
- 2002 — Premio Jabuti di Letteratura, categoria finzione, per il libro O fazedor de amanhecer;
- 2005 — Premio dell'Associazione Paulista dei Critici di Arte 2004 di miglior poesia, con il libro Poemas rupestres;
- 2006 — Premio Nestlé di Letteratura Brasiliana, con il libro Poemas rupestres;